# تورالف گلاد
تورالف گلاد (انگلیسی: Thoralf Glad; ۱ فوریهٔ ۱۸۷۸ – ۱۷ ژوئیهٔ ۱۹۶۹) قایقران قایق بادبانی اهل نروژ بود.